# Stadion Olimpijski w Doniecku
Stadion Olimpijski (ukr. Регіональний спортивний комплекс «Олімпійський») – stadion sportowy w Doniecku na Ukrainie. Swoje mecze, do czasu wybudowania nowego stadionu Szachtara – Donbass Arena, rozgrywa na nim klub piłkarski Szachtar Donieck. Później gospodarzem stadionu będzie inny klub z Doniecka – Metałurh. W 2013 był areną lekkoatletycznych mistrzostw świata juniorów młodszych.